# Сопотська культура
Сопотська культура — неолітична археологічна культура у східній Славонії, Хорватія. Була продовженням Старчевської культури і під сильним впливом культури Вінча. Мала поширення від північної Боснії до північно-західної Хорватії та на північ до Задунайської Угорщини, де надало старт Ленделівській культурі. Культура датується приблизно 5000 р. до Р, Х, Поселення були підняті на берегах річок (найпомітніше на берегах Босута, біля району сучасного міста Вінківці). Будинки були квадратними та виготовлялися з дерева за допомогою техніки переплетення, іноді мали поділ на декілька кімнат. Серед артефактів — багато зброї з кістки, кременю, обсидіану та вигладжених вулканічних порід та деякої кількості кераміки різного розміру (біконічні горщики з двома ручками, конічні миски, горщики та s-подібні горщики), прикрашені різьбленням або легкими колотими та розписом.

## Генетика
У генетичному дослідженні 2017 року, опублікованому в Nature було проаналізовано останки шести особин, віднесених до сопотської культури. З чотирьох зразків Y-ДНК видобуто, двоє належали G або різні його підклади, один належав Y, а одна належала F. мтДНК мали різні підклади U, H, Т, К і HV.